# Пудовкин, Михаил Иванович
Михаи́л Ива́нович Пудо́вкин (22 мая 1933, Парголово, Ленинградская область — 18 февраля 2004, Санкт-Петербург) — российский учёный в области физики Земли, доктор физико-математических наук, профессор.

## Биография
Родился 22 мая 1933 года в поселке Парголово Ленинградской области в семье инженера-геофизика Ивана Михайловича Пудовкина. Вскоре после его рождения семья переехала в Ленинград. Во время войны в эвакуации в Кировской области, в Алтайском крае, затем в Свердловской области.
В 1954 г. окончил физический факультет Ленинградского государственного университета и был оставлен в аспирантуре при НИИ физики ЛГУ. В 1956—1958 гг. участник II Антарктической экспедиции АН СССР. В 1959—1966 гг. заведующий лабораторией земного магнетизма и электричества Кольского филиала Полярного геофизического института АН СССР. В 1962 г. защитил кандидатскую диссертацию на тему «Источники магнитных бухтообразных возмущений».
С сентября 1966 г. на кафедре физики Земли физического факультета Ленинградского государственного университета: старший научный сотрудник, с декабря 1969 г. профессор, заведующий созданной им самим лабораторией магнитосферы.
В 1968 г. защитил докторскую диссертацию:
- Морфология и природа полярных бурь : диссертация … : доктора физико-математических наук : 01.00.00. — Ленинград, 1968. — 292 с. : ил.

Доктор физико-математических наук, профессор. Читал курсы «Основы физики космической плазмы», «Физика Солнца», «Физика магнитосферы», «Дополнительные главы магнитной гидродинамики».
Умер 18 февраля 2004 г. от сердечного приступа. Похоронен в Петербурге на Смоленском кладбище.

## Награды и звания
Заслуженный деятель науки Российской Федерации (1998).

## Научные достижения
Основатель научной школы в области физики магнитосферы, солнечного ветра и Солнца, работ по прогнозу геомагнитной активности и изучению механизма влияния солнечной активности на погоду и климат Земли. Под его руководством 46 человек защитили кандидатские диссертации, пятеро его учеников стали докторами физико-математических наук.

### Научные труды
Автор 7 монографий и более 300 научных статей.
Сочинения:
- Полярные сияния и процессы в магнитосфере Земли [Текст] / С. И. Исаев, М. И. Пудовкин ; АН СССР. Кольск. филиал им. С. М. Кирова. Полярный геофиз. ин-т Ленингр. гос. ун-т им. А. А. Жданова. — Ленинград : Наука. Ленингр. отд-ние, 1972. — 244 с., 1 л. ил. : ил.; 22 см.
- Возмущения электромагнитного поля Земли [Текст] / М. И. Пудовкин, О. М. Распопов, Н. Г. Клейменова ; Ленингр. гос. ун-т им. А. А. Жданова. — Ленинград : [б. и.], 1975-. — 22 см.
- Аномальное сопротивление и двойные слои в магнитосферной плазме / В. А. Липеровский, М. И. Пудовкин. — М. : Наука, 1983. — 181 с. : ил.; 26 см.
- Теория пересоединения и взаимодействие солнечного ветра с магнитосферой Земли / М. И. Пудовкин, В. С. Семенов; Отв. ред. Н. А. Цыганенко. — М. : Наука, 1985. — 126 с. : ил.; 24 см.
- Основы физики Солнца : Курс лекций для Бакалавров физ. фак. / М. И. Пудовкин; С.-Петерб. гос. ун-т. Каф. физики Земли. — СПб., 2001. — 107, [1] с. : ил., табл.; 30 см; ISBN 5-7997-0371-5